# Ellenbogen Ignác
Ellenbogen Ignác (Jánosháza, 1888. január 25. – Auschwitzi koncentrációs tábor, 1944) zsidó hittanár, majd sümegi főrabbi.

## Élete
Ellenbogen Lázár és Fischer Háni fia. A Vas vármegyei Jánosházán született. 1908 és 1918 között az Országos Rabbiképző növendéke volt. 1918-ban avatták bölcsészdoktorrá Budapesten, 1919-ben pedig rabbivá. 1919 és 1922 között a Pesti Izraelita Hitközség hittanáraként működött. 1922-ben sümegi főrabbivá választották.
A holokauszt idején deportálták, Auschwitzban vesztette életét.

## Műve
- R. Tanchumii Hierolymi Liber Almursid Alkâfi. Lexicon in Mosis Maimuni Mischne thoram. Vác, 1917